# Naa Ninna Bidalaare
Naa Ninna Bidalaare (канн. ನಾ ನಿನ್ನ ಬಿಡಲಾರೆ; досл.: «Я не оставлю тебя») — индийский фильм ужасов на языке каннада режиссёра Виджая и продюсера К. Джаярама. В фильме снимались Анант Наг и Лакшми. Это первый фильм, в котором Анант Наг и Лакшми снимались вместе, впоследствии пара стала одной из лучших экранных пар в индийском кинематографе. Naa Ninna Bidalaare считается одним из лучших фильмов ужасов в киноиндустрии на каннада. В 1981 году он был переснят на хинди под названием Mangalsutra с Анантом Нагом и Рекхой в главных ролях.

## Сюжет
Кришна (Анант Наг) одержим призраком своей бывшей возлюбленной Камини (К. Виджая), от любви которой он отказался. Остальная часть фильма вращается вокруг попыток жены Кришнава Гаятри (Лакшми) спасти своего мужа от опасности.

## В ролях
- Анант Наг — Кришна
- Лакшми — Гаятри
- К. Виджая — Камини
- К. С. Ашват — отец Кришны
- Лилавати — мать Гаятри
- Балакришна — отец Гаятри
- Мусури Кришнамурти
- М. С. Сатья
- Шивапракаш
- Мастер Пракаш

## Саундтрек
Все тексты написаны Ч. Удая Шанкаром, вся музыка написана дуэтом Раджан-Нагендра.
| №  | Название                      | Исполнители                       | Длительность |
| -- | ----------------------------- | --------------------------------- | ------------ |
| 1. | «Bidenu Ninna Paada»          | С. Джанаки                        |              |
| 2. | «Endendigoo Naa Ninna»        | П. Сушила                         |              |
| 3. | «Naanu Neenu Ondada»          | С. П. Баласубраманьям, С. Джанаки |              |
| 4. | «Hosa Baalige Nee Jotheyaade» | С. П. Баласубраманьям, С. Джанаки |              |

## Реакция на фильм
По мнению М. К. Рагхавендры большинство хорроров на каннада, фокусируют ужас вокруг проблем брака и религии, так Naa Ninna Bidalaare изображает «угрозу эндогамии со стороны космополитического города». Отзыв на сайте 1Films.in, сетует на то, что секрет призрака раскрывается слишком рано, и после этого момента фильм становится дезорганизованным из-за множества комедийных сцен, музыкальных номеров и флешбэков.
Naa Ninna Bidalaare демонстрировался во многих кинотеатрах штата Карнатака в течение 100 дней и стал одним из самых кассовых фильмов на каннада в 1979 году.
По итогам года за роль в Naa Ninna Bidalaare Анант Наг был отмечен Filmfare Awards South.
В 1981 году фильм был переснят на хинди как Mangalsutra, где Анант Наг повторил свою роль, а Рекха заменила Лакшми. В ремейке были изменены некоторые детали, так в хинди версии главные герои не были родственниками, а героиня вместо местного святого Рагхавендры Свами поклонялась Шиве, одному из трех главных божеств в индуизме.